# Меццокорона
Меццокорона (італ. Mezzocorona) — муніципалітет в Італії, у регіоні Трентіно-Альто-Адідже,  провінція Тренто.
Меццокорона розташована на відстані близько 500 км на північ від Рима, 17 км на північ від Тренто.
Населення — 5415 осіб (2014).
Щорічний фестиваль відбувається другої неділі після Великодня. Покровитель — San Gottardo.

## Демографія
Населення за роками:

Станом на 1 січня 2023 року в муніципалітеті офіційно проживало 599 іноземців з 38 країн, серед них 239 громадян країн Євросоюзу та 27 громадян України.

## Сусідні муніципалітети
- Фаедо
- Джово
- Меццоломбардо
- Ровере-делла-Луна
- Салорно
- Сан-Мікеле-алл'Адідже
- Тон